# Them
Them — североирландская группа, образованная в апреле 1964 года в Белфасте. Группа наиболее известна хитом «Gloria» в стиле гаражный рок и как группа, где началась профессиональная музыкальная карьера Вана Моррисона. В США Them причисляют к группам британского вторжения.

## История
В первый состав группы входили: Ван Моррисон (настоящее имя Джордж Айвен Моррисон, вокал, гармоника), Билли Харрисон (гитара); Эрик Райксен (клавишные); Алан Хендерсон (бас) и Ронни Миллингс (ударные).
Сначала группа выступала в гостинице «Maritime», где играл динамичный, острый ритм-энд-блюз. Их демо-плёнка, на которой была записана растянутая версия произведения «Lovelight», обратила внимание известного менеджера Фила Соломона, решившего представлять интересы группы. Соломон уговорил Дика Роуа из фирмы «Decca Records» заключить соглашение и тогда члены Them переехали в Лондон.
В июле 1964 года Райксена и Миллингса заменили братья Патрик Маколи (Patrick McAuley, ударные) и Джеки Маколи (Jackie McAuley, фортепиано).
Через два месяца появился дебютный сингл «Don’t Start Crying Now», который однако не получил коммерческого успеха. Другая судьба постигла другой сингл «Baby Please Don’t Go», который был издан в феврале 1965 года, и в записи которого приняли участие такие сессионные музыканты, как Джимми Пейдж и Питер Барденс. Это произведение звучало очень здорово и на некоторое время стало главным произведением известной британской музыкальной телепрограммы «Ready Steady Go», a также взлетело в британский Тор 10.
Очередная композиция «Gloria», которую написал Ван Моррисон, была дифирамбом в честь молодёжной страсти. Следующий сингл с композицией ветерана ритм-энд-блюза Берта Бёрнса — «Here Comes The Night» — дошёл до второго места британского чарта. Хотя группе пророчили долгую и успешную карьеру, внутренние разногласия между участниками Them негативно повлияли на дальнейшее развитие группы. В результате группу покинул ещё перед записью первого альбома Джеки Маколик, которого заменил Питер Барденс.
Очередные синглы не в состоянии были удержать популярность группы и перед выходом второго лонгплэя «Them Again» в группе произошли новые изменения. К Моррисону и Хендерсону присоединились Джим Армстронг — гитары; Рей Элли (Ray Elliom, саксофон), клавишные и Джон Уилсон (John Wilson), ударные. Позже место Уилсона занял Дэйв Харви (Dave Harvey). Однако после турне по Америке 1966 года и конфликта с Соломоном этот состав Them распался.
Моррисон посвятил себя сольной карьере, которая оказалась более успешной, а братья Маколи образовали конкурирующую группу под дежурными названиями Them, Them Belfast Gypsies, The Freaks Of Nature и The Belfast Gypsies. Тем временем бывший вокалист группы Mad Lads Кенни Макдауэлл (Kenny McDowell) присоединился к Хендерсону, Армстронгу, Эллиоту и Харви, которые возродили Them и переехали с новым продюсером Рэем Раффи в Лос-Анджелес. В альбоме «Now & Them» чувствовалось влияние гаражного ритм-энд-блюза, и звучание, бывшее типичным для Западного побережья Америки. Однако новый состав не отошёл полностью от стиля предыдущего.
В 1967 году Эллиот оставил Them, а квартет выдал психоделичный альбом «Time Out, Time In For Them». Вскоре Макдауэлл и Армстронг вернулись в Белфаст и образовали группу Sk’Boo. Хендерсон под названием Them записал с анонимными сессионными музыкантами два слабеньких лонгплея, а позже вместе с Раффи издал пластинку с рок-оперой на религиозную тематику «Truth Of Truths».
Когда в 1979 году возросла заинтересованность старыми записями Them, Хендерсон, уговорив к сотрудничеству Билли Харрисона, Эрика Райксена, Мела Остина (Mel Austin) — вокал и Билли Белла (Billy Bell) — ударные, записал с ними альбом «Shut Your Mouth». Харрисон и Райксен покинули группу после серии концертов в Германии, а название Them позже принимали другие члены группы.

## Дискография

### Альбомы
С Вэном Моррисоном
- 1965 — The Angry Young Them — Decca (U.K.), Parrot (U.S.); CD reissue 1990, Deram
- 1966 — Them Again — Decca (U.K.), Parrot (U.S.); CD reissue 1990, Polygram

после ухода Вэн Моррисона
- Them Belfast Gypsies — (1967) Sonet; CD reissue 2003, with bonus tracks, Rev-Ola (Recorded by the Them spin-off band, The Belfast Gypsies).
- Now And Them — (1968), Tower; CD reissue with bonus tracks 2003, Rev-Ola
- Time Out! Time In For Them — (1968), Tower; CD reissue 2003 with eight bonus tracks, Rev-Ola
- Them — (1970), Happy Tiger; CD reissue 2008, Fallout
- Them In Reality — (1971), Happy Tiger; CD reissue 2008, Fallout
- Shut Your Mouth — (1979), Teldec, CD reissue 2000 as Reunion Concert, Spalax

### Синглы
- Don’t Start Crying Now/One Two Brown Eyes — (1964) (with Van Morrison)
- Baby, Please Don't Go/Gloria — (1965) UK #10 (with Van Morrison)
- Here Comes the Night/All For Myself — (1965) UK #2, IRE #2 (with Van Morrison)
- One More Time/How Long Baby — (1965) (with Van Morrison)
- (It Won’t Hurt) Half As Much/I’m Gonna Dress In Black — (1965) (with Van Morrison)
- Mystic Eyes/If You And I Could Be As Two — (1966) US #33 (with Van Morrison)
- Call My Name/Bring 'em On In — (1966) (with Van Morrison)
- I Can Only Give You Everything/Don’t Start Crying Now — (1966) (with Van Morrison)
- It's All Over Now, Baby Blue/I’m Gonna Dress in Black (The Netherlands) — (1966) (with Van Morrison)
- Richard Cory/Don’t You Know — (1966) (with Van Morrison)
- Friday’s Child/Gloria — (1967) (with Van Morrison)
- The Story Of Them, Part 1/The Story Of Them, Part 2 — (1967) (with Van Morrison)
- It’s All Over Now, Baby Blue/Bad or Good — (1973) GER #13 (with Van Morrison)

### EP
- Them — (1965) — Don’t Start Crying Now/Philosophy/One Two Brown Eyes/Baby, Please Don’t Go (with Van Morrison)
- Them — (1984) UK #5 (with Van Morrison)

### Сборники
- The World of Them — (1970) (UK Decca- PA/SPA-86) (with Van Morrison)
- Them featuring Van Morrison — (1972) — A double LP consisting of 20 cuts from first two US albums
- Rock Roots — 1976 (Decca)
- The Story of Them — (1977)
- Them featuring Van Morrison — (1985)
- The Story of Them Featuring Van Morrison — (1997), Deram; To be remastered and reissued in January, 2009.
- Gold — (2005), Deram; 2006 release Universal International; 2008 release Universal Japan. Contains 49 tracks, all from the Van Morrison period.
- Complete Them (1964-1967) — 2015  3CD compilation (Legacy – 88875150542, Exile – 88875150542, Sony Music – 88875150542)

### Синглы
- Walking In The Queen’s Garden/I Happen to Love You — (1968)
- Square Room/But It’s Alright — (1968)
- Waltz Of The Flies/We All Agreed To Help — (1968)
- Corina/Dark Are The Shadows — (1969)
- I Am Waiting/Lonely Weekends — (1969)
- Memphis Lady/Nobody Cares — (1970)